# Olympische Jugend-Winterspiele 2020/Skeleton

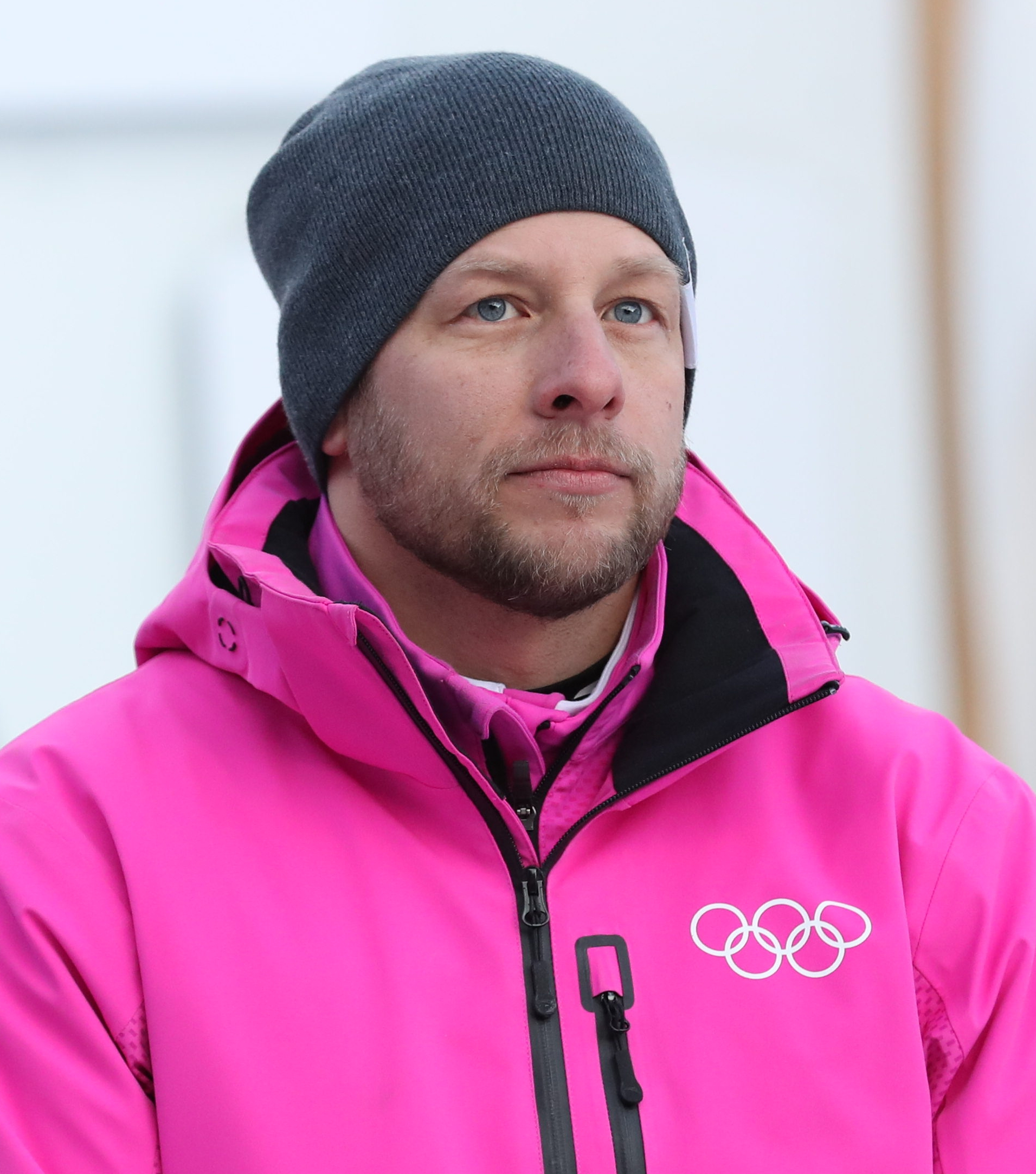
Athlete Rolemodel Pascal Oswald

Bei den III. Olympischen Jugend-Winterspielen 2020 in Lausanne fanden zwei Wettbewerbe im Skeletonfahren statt. Austragungsort war der Olympia Bob Run St. Moritz–Celerina, wo auch die Bob- und Rennrodelwettbewerbe stattfanden.

## Bilanz

### Medaillenspiegel
| Platz  | Land        | Gold | Silber | Bronze | Gesamt |
| ------ | ----------- | ---- | ------ | ------ | ------ |
| 1      | Deutschland | 1    | 1      | 1      | 3      |
| 2      | Russland    | 1    | –      | –      | 1      |
| 3      | Lettland    | –    | 1      | –      | 1      |
| 4      | Schweiz     | –    | –      | 1      | 1      |
| Gesamt | Gesamt      | 2    | 2      | 2      | 6      |

### Medaillengewinner
| Disziplin | Gold                 | Silber             | Bronze             |
| --------- | -------------------- | ------------------ | ------------------ |
| Männer    | Lukas Nydegger       | Elvis Veinbergs    | Livio Summermatter |
| Frauen    | Anastassija Zyganowa | Josefa Schellmoser | Elisabeth Schrödl  |

## Ergebnisse

### Jungen
| Platz | Land | Athlet             | 1. Lauf (min) | 2. Lauf (min) | Gesamt (min) |
| ----- | ---- | ------------------ | ------------- | ------------- | ------------ |
| 1     | GER  | Lukas Nydegger     | 1:08,59       | 1:08,41       | 2:17,00      |
| 2     | LAT  | Elvis Veinbergs    | 1:09,33       | 1:09,09       | 2:18,42      |
| 3     | SUI  | Livio Summermatter | 1:09,90       | 1:09,63       | 2:19,53      |
| 4     | AUT  | Sandro Mai         | 1:10,41       | 1:09,45       | 2:19,86      |
| 5     | JPN  | Takanobu Usui      | 1:10,29       | 1:09,67       | 2:19,96      |
| 6     | RUS  | Dmitri Grewzow     | 1:10,27       | 1:10,25       | 2:20,52      |
| 7     | KOR  | Lee Seo-hyuk       | 1:10,37       | 1:10,68       | 2:21,05      |
| 8     | GER  | Timm Beiwinkler    | 1:10,73       | 1:10,40       | 2:21,13      |
| 9     | DEN  | Rasmus Johansen    | 1:10,57       | 1:10,95       | 2:21,52      |
| 10    | BEL  | Colin Freeling     | 1:11,06       | 1:10,49       | 2:21,55      |
| 11    | AUT  | Christian Jünemann | 1:10,75       | 1:10,81       | 2:21,56      |
| 12    | SUI  | Lars Rumo          | 1:11,01       | 1:10,81       | 2:21,82      |
| 13    | RUS  | Dmitri Knysch      | 1:11,72       | 1:11,05       | 2:22,77      |
| 14    | CZE  | Timon Drahoňovský  | 1:11,47       | 1:11,73       | 2:23,20      |
| 14    | CAN  | Ryan Kuehn         | 1:11,55       | 1:11,65       | 2:23,20      |
| 16    | USA  | James McGuire      | 1:12,40       | 1:10,91       | 2:23,31      |
| 17    | TPE  | Yang Po-wei        | 1:13,58       | 1:12,79       | 2:26,37      |
| 18    | USA  | Teddy Fitzsimons   | 1:14,32       | 1:13,75       | 2:28,07      |
| 19    | JPN  | Taido Nagao        | 1:13,13       | 1:17,35       | 2:30,48      |
| 20    | BRA  | Lucas Carvalho     | 1:21,62       | 1:24,89       | 2:46,51      |

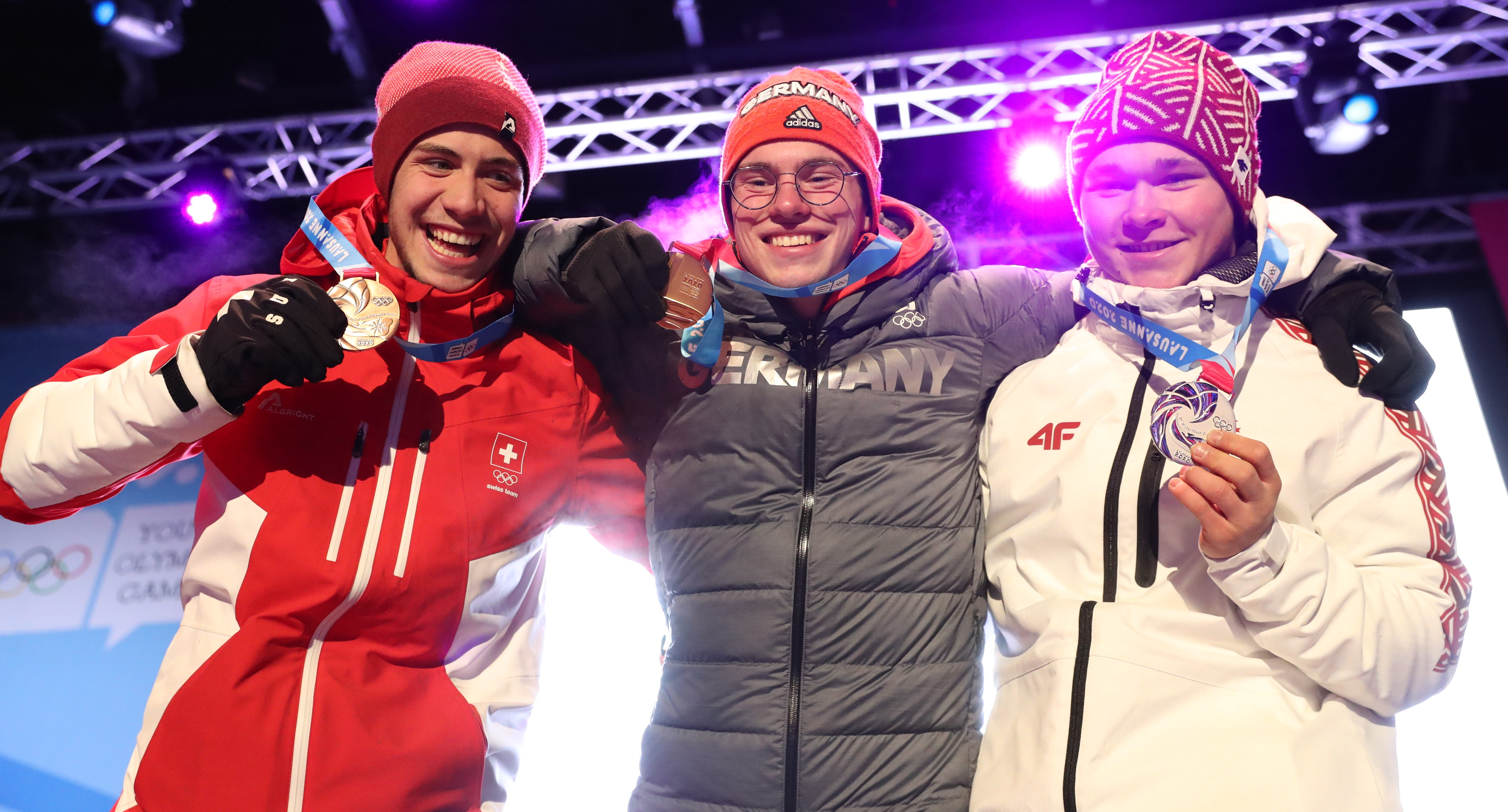
Medaillengewinner Summermatter, Nydegger und Veinbergs (von links nach rechts)

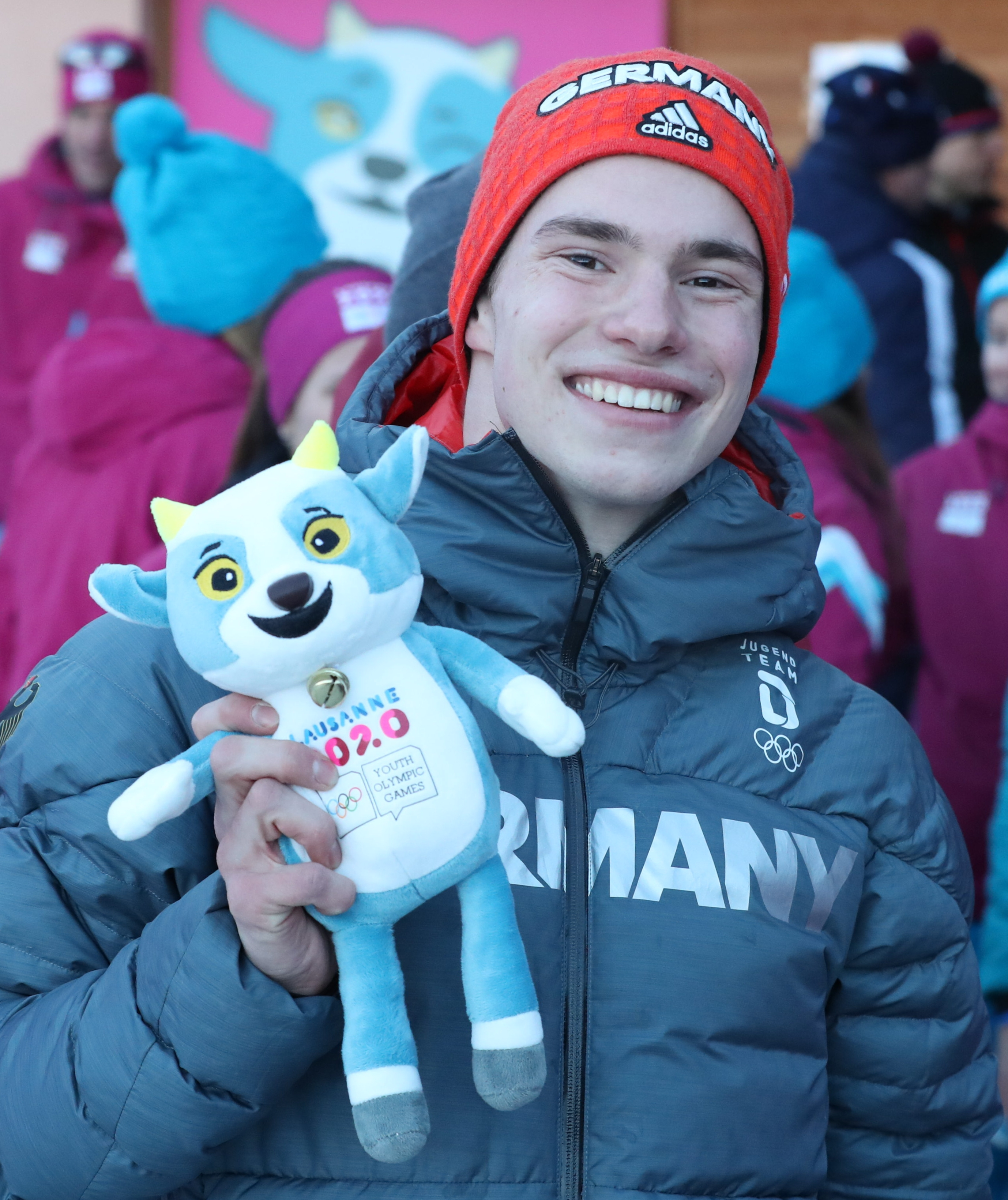
Jugend-Olympiasieger Lukas Nydegger

1. Lauf: 20. Januar 2020, 14:00 Uhr 
 2. Lauf: 20. Januar 2020, 15:30 Uhr 

### Mädchen
| Platz | Land | Athletin              | 1. Lauf (min) | 2. Lauf (min) | Gesamt (min) |
| ----- | ---- | --------------------- | ------------- | ------------- | ------------ |
| 1     | RUS  | Anastassija Zyganowa  | 1:11,09       | 1:11,41       | 2:22,50      |
| 2     | GER  | Josefa Schellmoser    | 1:11,04       | 1:11,49       | 2:22,53      |
| 3     | GER  | Elisabeth Schrödl     | 1:11,31       | 1:11,64       | 2:22,95      |
| 4     | SUI  | Jill Gander           | 1:12,06       | 1:11,64       | 2:23,70      |
| 5     | AUT  | Victoria Steiner      | 1:11,99       | 1:11,75       | 2:23,74      |
| 6     | SWE  | Lovisa Ewald          | 1:12,58       | 1:11,43       | 2:24,01      |
| 7     | CHN  | Zhao Dan              | 1:12,27       | 1:12,06       | 2:24,33      |
| 8     | RUS  | Polina Tjurina        | 1:12,27       | 1:12,11       | 2:24,38      |
| 9     | AUT  | Annia Unterscheider   | 1:12,17       | 1:12,27       | 2:24,44      |
| 10    | GER  | Nele Kaschinski       | 1:12,66       | 1:12,59       | 2:25,25      |
| 11    | BEL  | Aline Pelckmans       | 1:13,05       | 1:12,94       | 2:25,99      |
| 12    | CAN  | Hallie Clarke         | 1:12,95       | 1:13,25       | 2:26,20      |
| 13    | SUI  | Emma-Sunshine Burkard | 1:12,87       | 1:13,45       | 2:26,32      |
| 14    | LAT  | Annija Miļūne         | 1:13,87       | 1:13,16       | 2:27,03      |
| 15    | UKR  | Lansija Dmytrijewa    | 1:13,23       | 1:13,89       | 2:27,12      |
| 16    | LIE  | Katharina Eigenmann   | 1:14,44       | 1:14,92       | 2:29,36      |
| 17    | POL  | Zuzanna Klocek        | 1:15,23       | 1:14,48       | 2:29,71      |
| 18    | SWE  | Paulina Ewald Gröndal | 1:15,62       | 1:16,16       | 2:31,78      |
| 19    | BRA  | Larissa Cândido       | 1:15,85       | 1:17,46       | 2:33,31      |
| 20    | TPE  | Lu Hsin               | 1:18,49       | 1:18,73       | 2:37,22      |

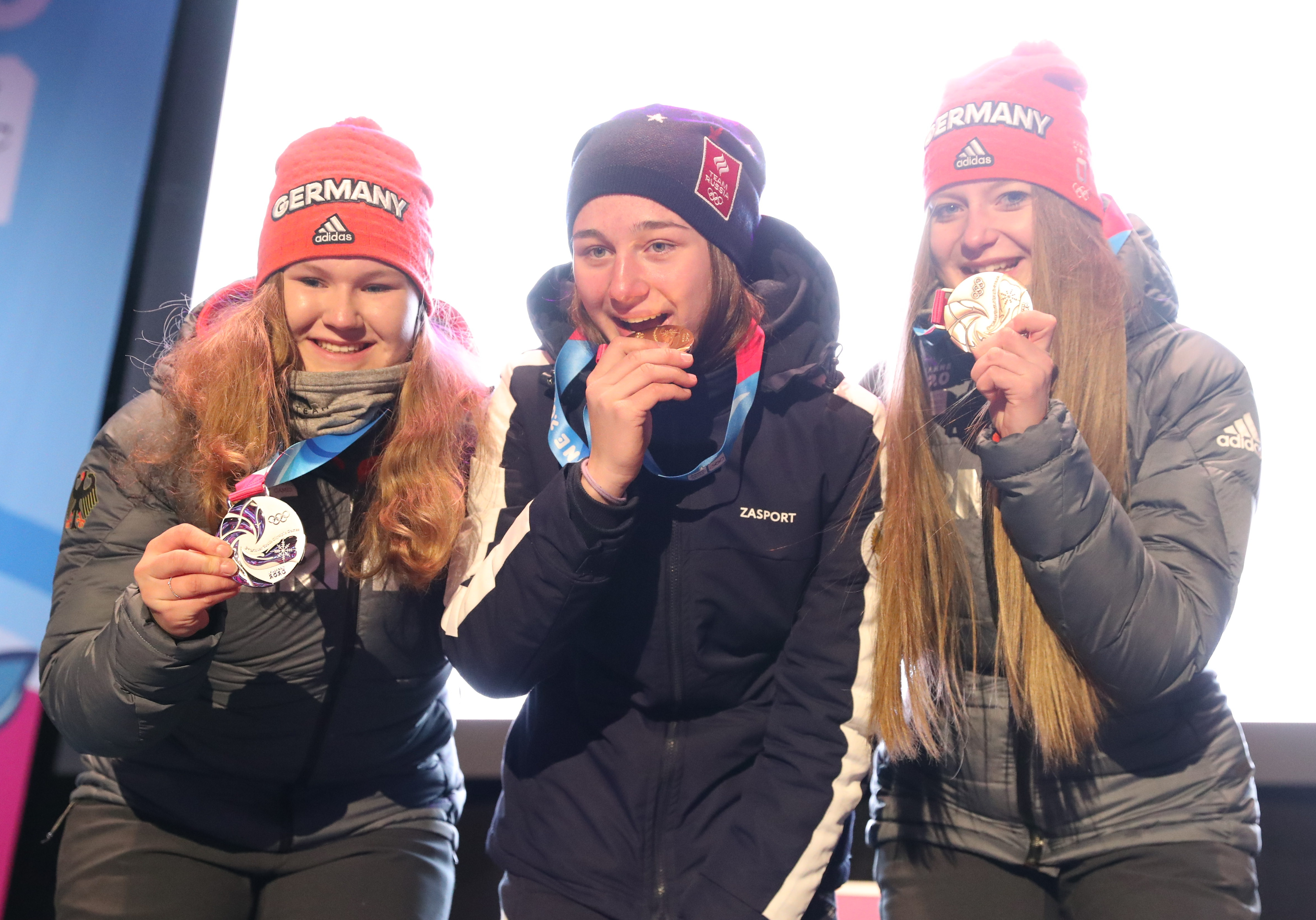
Medaillengewinnerinnen Schellmoser, Zyganowa und Schrödl (von links nach rechts)

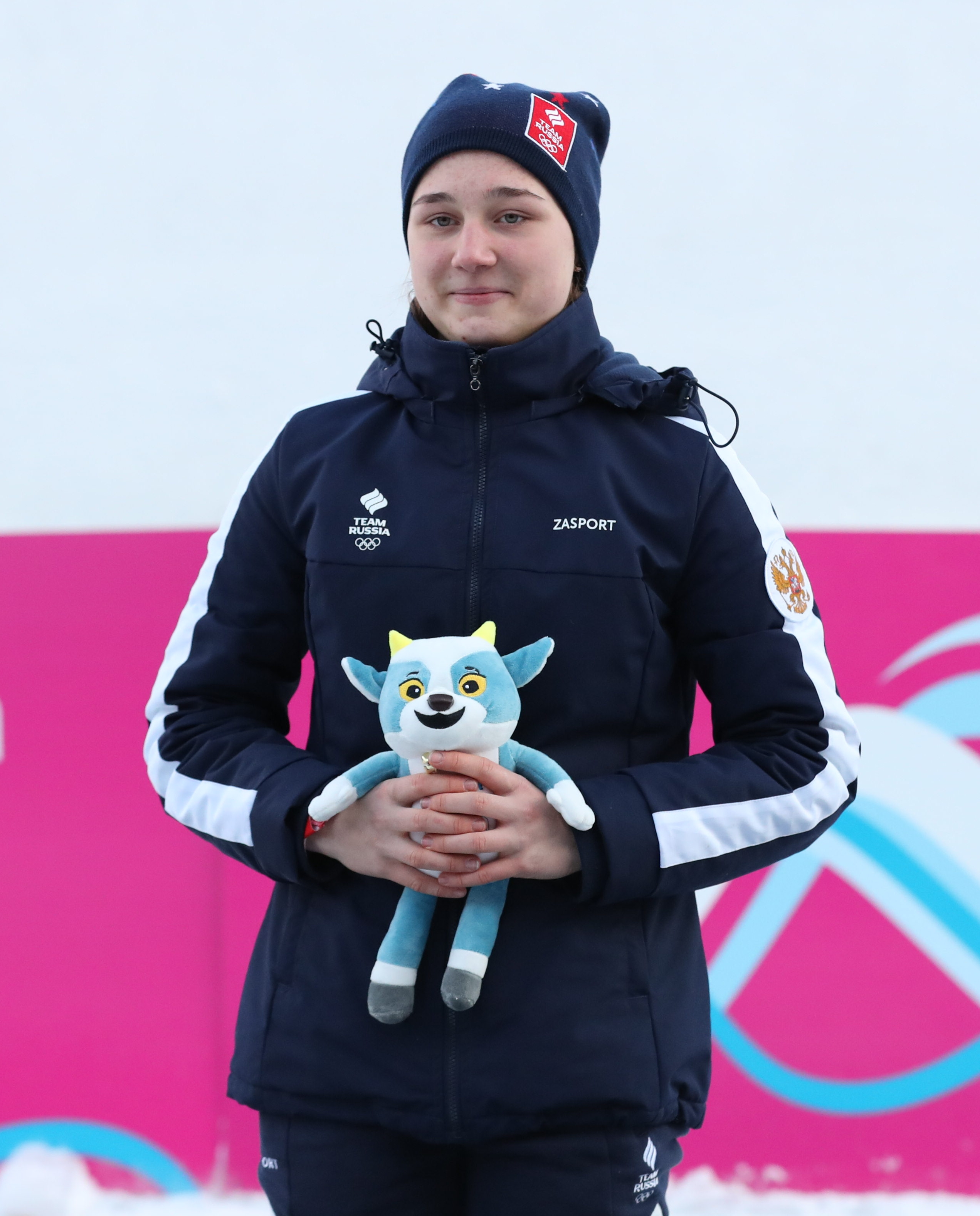
Jugend-Olympiasiegerin Anastassija Zyganowa

1. Lauf: 19. Januar 2020, 14:00 Uhr 
 2. Lauf: 19. Januar 2020, 15:15 Uhr